# Poseidonia (traghetto)
La Poseidonia era una nave traghetto, appartenuta con questo nome alla Hellenic Mediterranean Lines dal 1988 al 2005.

## Servizio
La nave fu varata il 1 dicembre 1966 presso il cantiere Cammell Laird di Birkenhead, venendo consegnata alla proprietaria Belfast Steam Ship Company il 31 maggio 1967. Una settimana più tardi iniziò il servizio sul collegamento notturno Liverpool - Belfast, in coppia con la gemella Ulster Prince. Nel 1971 la Coast Lines, compagnia madre di quella proprietaria delle navi, fu acquistata dalla P&O, ma i due traghetti rimasero in servizio sulla stessa linea. Il 20 luglio 1974, circa 45 minuti dopo che la nave era arrivata a Belfast, una bomba esplose nel salone di prima classe; le conseguenze furono limitate, anche perché la nave era stata evacuata in seguito ad una telefonata.
Nel novembre 1981 il collegamento tra Liverpool e Belfast fu chiuso e le navi poste in disarmo a Ostenda. La Ulster Queen fu venduta nell'aprile 1982 ad una compagnia cipriota, cambiando negli anni seguenti diversi nomi e proprietari. Nel 1988 la nave fu acquistata dalla Hellenic Mediterranean Lines, che ne cambiò il nome in Poseidonia e la impiegò per collegamenti stagionali tra Italia e Grecia. Dal 1998 la nave fu posta in disarmo, cambiando nome in La Patria dal 2000 al 2002. Nel 2002 la nave riprese il nome di Poseidonia, tornando in servizio, in estate, tra Brindisi e Igoumenitsa. La Poseidonia fu attiva sulla stessa linea anche nell'estate 2003, mentre nel 2004 rimase in disarmo. Nell'aprile 2005 la nave fu venduta ad una compagnia saudita, venendo rinominata Al-Kahfain e impiegata per il trasporto di pellegrini diretti alla Mecca. Nel novembre 2005, mentre a bordo erano presenti solo componenti dell'equipaggio, si verificò un'esplosione nella sala macchine e la nave prese fuoco. Ci fu una vittima; il resto dell'equipaggio fu soccorso. La nave, rimasta alla deriva, si rovesciò e affondò.

## Navi gemelle
- Ulster Prince (IMO 6622587)